# Carmentalia
I Carmentalia erano una festività romana che si celebrava l'11 e il 15 gennaio in onore della ninfa Carmenta, un antico oracolo poi deificato, che aveva un tempio alle pendici del Campidoglio, presso la porta Carmentale, istituita fin dai tempi di Romolo e Tito Tazio.

## Il rito sacro
Si trattava di una festività osservata principalmente dalle donne; non sono noti particolari della celebrazione, se non che Carmenta era invocata con gli epiteti di Postvorta e Antevorta, in riferimento alla sua capacità di guardare indietro al passato e in avanti al futuro. Plutarco ci informa che alcuni ritenevano che Carmenta fosse la Moira addetta alla procreazione degli uomini. In questo caso la venerano soprattutto le madri. Altri invece pensano che fosse la madre di Evandro, una profetessa che si pronunciava in versi (infatti i Romani chiamano Carmina i componimenti poetici in versi, da Carmenta), in realtà chiamata Nicostrata. Altri ancora forniscono una versione che a Plutarco sembra la più plausibile, e cioè che il termine Carmenta significhi, priva di senno, a causa dei deliri provocati dall'essere posseduta dagli Dei. Carere in latino significa infatti essere privo, mentre per mentem si intende l'intelletto.